# ウズベキスタンとパキスタンの関係
ウズベキスタンとパキスタンの関係（英語: Uzbekistan-Pakistan relations）はウズベキスタンとパキスタンの二国間関係を指す。両国の関係はソビエト連邦の崩壊にともないウズベキスタンが独立を果たした後に始まるが、1990年代は両国がともに国境を接するアフガニスタン国内の敵対するグループをそれぞれ支援していたことから緊張関係にあった。
アフガニスタンでターリバーン政権が崩壊した後、二重内陸国のウズベキスタンはアラビア海へと通じる港の利用、パキスタンは中央アジア市場への足がかりの獲得と貿易振興に関する思惑が一致し、相互の関係改善を後押ししている。また、両国は貿易などの経済的側面ばかりではなく、国防上の軍事的な結びつきや文化面での結びつきも強めている。